# Abu Mansur ibn Abd al-Razzak
Abu Mansur Muhammad ibn Abd al-Razzak ibn Abd Allah ibn Farruk fou un important terratinent (dehqan) de Tus, oficial dels samànides i patró de l'obra Šāh-nāma (Šāh-nāma-ye Abū Manṣūrī).
Quan Khurasan fou assignat a Abu Ali Čagani, Abu Mansur va governar Tuz en nom d'aquest fins al 946/947 i després es va unir a Abu Ali en la rebel·lió contra Nuh I ben Nasr (943-954) i mentre el seu superior feia les campanyes contra Merv i Bukharà ell es va quedar com a governador al Khurasan. Derrotat Abu Ali el 947/948, Abu Mansur es va refugiar a Rayy on governava el daylamita Rukn al-Dawla Hasan. Va fer de mediador en un tractat de pau entre Abu Ali i Rukn al-Dawla.
Fou perdonat pel samànida Nuh I ben Nasr el 950/951 i va tornar a Tuz. Devia recuperar el govern local de Tuz perquè fou a aquesta ciutat on els experts en llengua persa van compilar la Šāh-nāma que es va acabar l'abril del 957 sota la direcció del ministre Abu Mansur Mamari. Poc després i durant sis mesos fou governador militar del Khurasan amb seu a Nishapur (agost del 960 a febrer del 961) però el 961 fou substituït pel turc Alptegin, i fou reenviat a Tuz segurament com a governador; però Alptegin es va revoltar i Mansur ben Nuh el va tornar a nomenar governador amb orde de sufocar la revolta del turc; Alptegin es va retirar a Balkh mentre Abu Mansur es va aliar al daylamita Rukn al-Dawla de Gurgan.
Fou llavors destituït i enviat com a nou governador Abu l-Hasan Muhammad ibn Ibrahim (que ja havia ocupat abans el càrrec), i va morir en combat contra aquest (Gardizi diu que fou enverinat per instigació de l'emir ziyàrida Wushmgir, però la dada no és molt probable).